# 亞斯特魯布基夫
49°38′13″N 23°45′52″E / 49.63694°N 23.76444°E
亞斯特魯布基夫（烏克蘭語：Яструбків），是烏克蘭西部的村莊，隸屬利維夫州的利維夫區。該村面積0.7平方公里，海拔高度267米，2001年人口97，人口密度每平方公里138.57人。